# Brennan Motor Manufacturing Company

Brennan von 1904

Brennan Motor Manufacturing Company war ein US-amerikanisches Unternehmen.

## Unternehmensgeschichte
Das Unternehmen wurde 1897 in Syracuse im US-Bundesstaat New York gegründet. Es stellte Motoren her. Ab 1902 entstanden einige Automobile auf Kundenwunsch. Der Markenname war Brennan. Als 1907 das Geschäft mit den Motoren rückläufig war, weil viele Abnehmer wegfielen, wurde der eigene Bau von Personenkraftwagen intensiviert. Er lief bis 1908. 1913 standen Nutzfahrzeuge im Sortiment. Danach war das Unternehmen weiter im Motorenbau aktiv. 1972 wurde es aufgelöst.

## Fahrzeuge
Die ersten Wagen hatten selbst hergestellte Motoren mit bis zu 18 PS. 1907 kamen Vierzylindermotoren dazu.
Die Lastkraftwagen hatten je nach Ausführung 2, 3 oder 5 Tonnen Nutzlast. Der letztgenannte war ein Frontlenker. Genannt werden Pritschenwagen und Aufbauten mit Rungen.
Four Traction Automobile Company, General Automobile & Manufacturing Company, Golden State Automobile Company und wahrscheinlich Eagle Motor Carriage Company waren Motorenabnehmer. In einer Anzeige von 1905 warb das Unternehmen mit den Kunden Oldsmobile, Northern Manufacturing Company, Cadillac, Ford, E. R. Thomas Motor Car Company, General Automobile & Manufacturing Company, Kirk Manufacturing Company, Autocar, White Motor Company, Bartholomew Company, Thomas B. Jeffery Company, Cleveland, Grout Automobile Company, Pope Manufacturing Company, Sandusky Automobile Company, St. Louis Motor Car Company und Marr Auto-Car Company.